# Heteropterna balachowskyi
Heteropterna balachowskyi är en tvåvingeart som beskrevs av Loïc Matile 1970. Heteropterna balachowskyi ingår i släktet Heteropterna och familjen platthornsmyggor.
Artens utbredningsområde är Centralafrikanska republiken. Inga underarter finns listade i Catalogue of Life.